# Zachodni Zakon Sufi w Polsce
Zachodni Zakon Sufi w Polsce – prawnie działający na terenie polski od 7 marca 1991 związek wyznaniowy. Polska Centrala Zachodniego Zakonu Sufi znajduje się w Warszawie. Związek jest powiązany z ruchem New Age.
W Polsce posiada pięć przedstawicielstw regionalnych w: Toruniu, Sopocie, Poznaniu, Krakowie i Warszawie. Macierzysta organizacja posiada międzynarodową centralę w Suresnes we Francji.
Nauki opiera na pełnych ezoteryzmu i mistycyzmu pismach Hazrat Inayat Khana.